# ملخیور لنجل
مِـلخیور لِـنجل (مجاری: Melchior Lengyel؛ ۱۲ ژانویهٔ ۱۸۸۰ – ۲۳ اکتبر ۱۹۷۴) نویسنده، نمایش‌نامه‌نویس و فیلم‌نامه‌نویس اهل مجارستان بود.
از فیلم‌ها یا مجموعه‌های تلویزیونی که وی در آن‌ها نقش داشته است می‌توان به بودن یا نبودن اشاره نمود.